# D'Hoop
D'Hoop is een Belgische familie waarvan leden sinds 1859 tot de Belgische adel behoren.

## Geschiedenis
- In 1789 werd François-Dominique d'Hoop (1737-1808), raadpensionaris bij de Raad van Vlaanderen, door keizer Jozef II in de adel opgenomen, overdraagbaar op alle nakomelingen.
- In 1811 werd Ferdinand-Antoine d'Hoop (1771-1842) de titel van ridder (ritter von Hoop) toegekend door keizer Frans II, overdraagbaar op alle nakomelingen.
- In 1859 verkreeg Ferdinand d'Hoop (1798-1866) erkenning in de erfelijke Belgische adel.

## Genealogie
- François d'Hoop
  - Antoine-François d'Hoop (1708-1786)
    - François-Dominique d'Hoop (1737-1808), licentiaat in de rechten, raadspensionaris van het Land van Aalst, advocaat en raadspensionaris bij de Raad van Vlaanderen en raadgever van de Grote Raad van MechelenIn 1789 werd hij door keizer Jozef II in de adel opgenomen, overdraagbaar op alle nakomelingen.
      - Antoine-François d'Hoop (1769-1829), heer van Synghem, Ten Brande en Ter Beke, doctor in de rechten, directeur van de administratie registratie en domeinen in Oost-Vlaanderen en voorzitter van de Société pour l'encouragement des beaux-arts
        - Ferdinand d'Hoop (1798-1866), doctor in de rechten, advocaat, inspecteur van de administratie registratie en domeinen in Gent en Dendermonde en senator
          - Jules d'Hoop (1825-1902), vrederechter
            - Ernest d'Hoop (1864-1936), officier en directeur bij Tramways bruxellois, trouwde in 1888 in Dinant met Charlotte Henry de Frahan (1865-1944), dochter van Eugène Henry de Frahan, burgemeester van Lisogne.

          - Felix-Henri D'Hoop (1827-1897), rijksarchivaris en historicus, trouwde in 1861 in Brussel met Marie-Cécile Piot (°1843), dochter van Charles Piot, rijksarchivaris en historicus.

      - Ferdinand-Antoine d'Hoop (1771-1842), officier in het Oostenrijks leger, lid van de Staten van Bohemen, In 1811 werd hem door keizer Frans II de titel van ridder (ritter von Hoop) toegekend, overdraagbaar op alle nakomelingen.